# 中华老鹳草
中华老鹳草（学名：Geranium sinense）是牻牛儿苗科老鹳草属的植物，为中国的特有植物。分布在中国大陆的四川、云南等地，生长于海拔2,600米至3,200米的地区，多生在山地次生林以及杂类草山坡，目前尚未由人工引种栽培。

## 别名
观音倒座草（云南）